# Rijksdeens
Rijksdeens (Deens: rigsdansk) is de Deense standaardtaal. In traditionele zin spreekt iemand Rijksdeens als niet te horen is waar de spreker vandaan komt. Het Rijksdeens is gebaseerd op het Deens dat wordt gesproken door hoogopgeleide sprekers van middelbare leeftijd uit Kopenhagen en Malmö (tot 1658). 
Sinds de jaren 1970 is de norm voor Rijksdeens wat opgerekt, terwijl de traditionele Deense dialecten aan het verdwijnen zijn en steeds meer op de standaardtaal gaan lijken.
Uit een onderzoek naar de waardering van Deense dialecten blijkt dat Denen het Rijksdeens verkiezen boven de dialecten. De dialecten die ten westen van de Grote Belt (onder andere Jutlands) worden gesproken, komen op de tweede plaats, de dialecten ten oosten van de Grote Belt komen op de derde plaats en het Plat-Kopenhaags komt op de laatste plaats.